# Maurice Cann
Maurice Cann (Leicester 23 maart 1911 – 12 februari 1989) was een Brits motorcoureur.

## Vóór de Tweede Wereldoorlog

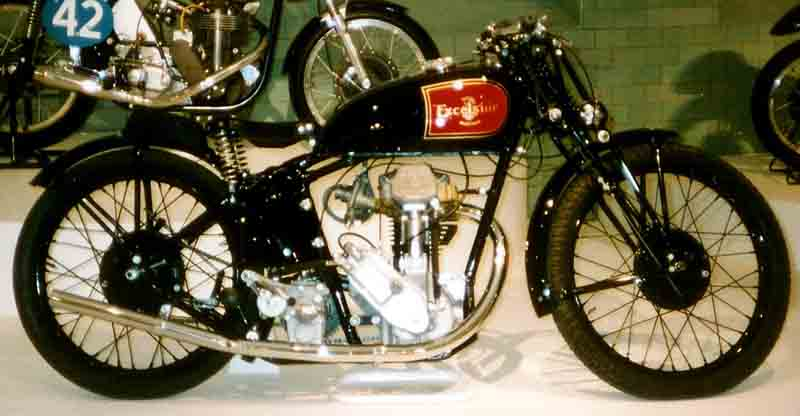
250cc Excelsior Manxman uit 1935

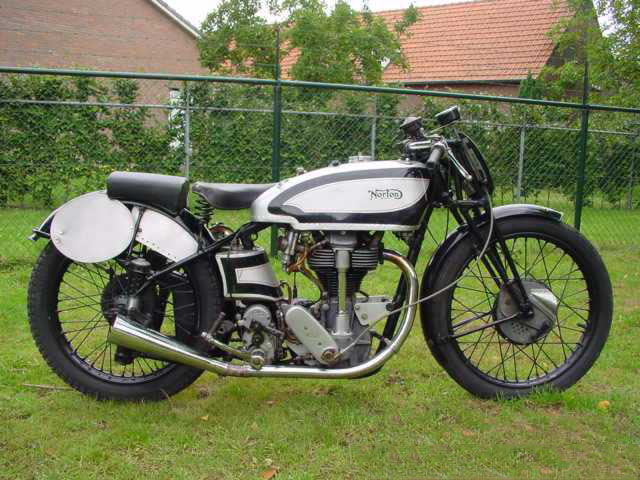
500cc Norton Manx uit 1937

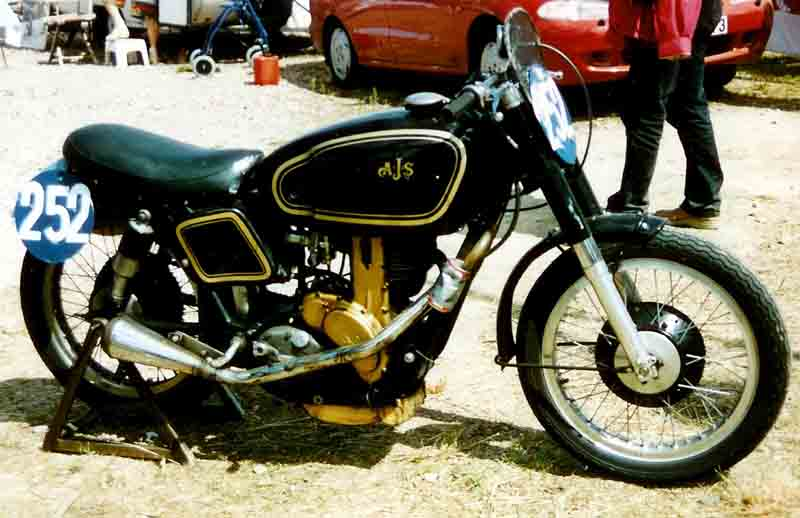
350cc AJS 7R uit 1948

Maurice Cann nam in 1931 voor het eerst deel aan de Junior (350cc) en de Senior (500cc) Manx Grand Prix. Hij werd negende in de Senior, maar was wel de beste Velocette-rijder. In de Junior viel hij uit. De Manx Grand Prix was een wedstrijd die voornamelijk bestemd was voor amateurs. Ze werd gehouden op hetzelfde circuit (de Snaefell Mountain Course) als de Isle of Man TT. In 1935 startte hij in weer in dezelfde klassen, maar nu reed hij met Nortons. In de Junior werd hij zevende en in de Senior tiende. In 1936 viel hij in beide klassen uit. In 1937, nog steeds met Norton, won hij beide klassen. In 1938 stapte hij over naar de "grote" TT. Hij startte met een Excelsior in de 250cc Lightweight TT en werd vierde achter Ewald Kluge (DKW), Ginger Wood (Excelsior) en Henry Tyrell-Smith (Excelsior). In de Junior TT viel hij uit met een Norton. In 1939 werd hij met een Norton zevende in de Junior TT en met een Moto Guzzi negende in de Senior TT. 

## Na de Tweede Wereldoorlog
De Tweede Wereldoorlog zorgde voor een onderbreking van alle internationale motorsportactiviteiten. Pas in 1947 begon men weer op grote schaal wedstrijden te organiseren. Maurice Cann nam echter alleen deel aan wedstrijden in het Verenigd Koninkrijk, waarvan de Ulster Grand Prix en de Isle of Man TT de belangrijkste waren. In de Isle of Man TT van 1947 werd hij tweede in de Lightweight TT met een Moto Guzzi Albatros achter Manliff Barrington op dezelfde motor. In de Junior TT startte hij met een Norton, maar hij haalde de eindstreep niet. In 1948 won hij met de Moto Guzzi de Lightweight TT en in de Junior TT werd hij met een AJS 7R vijfde. Het Europees kampioenschap wegrace was in die tijd nog een eendagswedstrijd, en de Ulster Grand Prix kreeg deze eer in 1948. Maurice Cann won de 250cc-klasse op het Clady Circuit met zijn Moto Guzzi en werd dus Europees kampioen. In 1949 werd het wereldkampioenschap wegrace ingesteld. Er werden slechts zes wedstrijden georganiseerd, en zowel de Ulster Grand Prix als de Isle of Man TT maakten daarvan deel uit. Opmerkelijk genoeg startte Maurice Cann dit keer helemaal niet op Man, maar hij won de Ulster Grand Prix, waardoor hij dankzij het feit dat hij ook de snelste ronde reed 11 punten kreeg en vierde werd in de eindstand van het eerste 250cc-wereldkampioenschap. In 1950 viel hij met een Moto Guzzi uit in de Junior TT. Dit was echter een 350cc-race, en Moto Guzzi had toen nog geen 350cc-racer, waardoor het waarschijnlijk is dat hij dit deed met een 250cc Moto Guzzi Gambalunghino. In de 250cc Lightweight TT werd hij tweede achter Dario Ambrosini met een Benelli. Hij won ook weer de Ulster Grand Prix en daardoor eindigde hij als tweede in het wereldkampioenschap 250cc. In 1951 sloeg hij de Isle of Man TT opnieuw over. In de Ulster Grand Prix werd hij tweede en hij eindigde als zesde in het 250cc-wereldkampioenschap. In 1952 startte hij met een AJS 7R in de Junior TT, maar hij viel weer uit. In de Lightweight TT werd hij vijfde en weer won hij de Ulster Grand Prix, waardoor hij vierde werd in de eindstand. In 1953 reed hij zijn laatste seizoen, en eigenlijk maar één belangrijke wedstrijd: de Lightweight TT. Daarin viel hij uit.

## Wereldkampioenschap wegrace resultaten
(Races in cursief geven de snelste ronde aan)
| Jaar | Klasse | Team       | Motorfiets       | 1       | 2     | 3     | 4     | 5     | 6       | 7     | 8     | 9     | Punten | Plaats | Overwinningen |
| ---- | ------ | ---------- | ---------------- | ------- | ----- | ----- | ----- | ----- | ------- | ----- | ----- | ----- | ------ | ------ | ------------- |
| 1949 | 250 cc | Moto Guzzi | Albatros         | IOM -   | ZWI - |       |       | ULS 1 | NAT -   |       |       |       | 11     | 4e     | 1             |
| 1950 | 250 cc | Moto Guzzi | Gambalunghino    | IOM 2   |       |       | ZWI - | ULS 1 | NAT -   |       |       |       | 14     | 2e     | 1             |
| 1950 | 500 cc | Moto Guzzi | Bicilindrica 500 | IOM -   | BEL - | NED - | ZWI - | ULS - | NAT DNF |       |       |       | 0      | -      | 0             |
| 1951 | 250 cc | Moto Guzzi | Gambalunghino    |         | ZWI - | IOM - |       |       | FRA -   | ULS 2 | NAT - |       | 6      | 6e     | 0             |
| 1952 | 250 cc | Moto Guzzi | Gambalunghino    | ZWI -   | IOM 5 | NED - |       | DUI - | ULS 1   | NAT - |       |       | 10     | 4e     | 1             |
| 1953 | 250 cc | Moto Guzzi | Gambalunghino    | IOM DNF | NED - |       | DUI - |       | ULS -   | ZWI - | NAT - | SPA - | 0      | -      | 0             |

## Isle of Man TT resultaten
| Jaar | Klasse                | Team       | Motorfiets               | Plaats | Punten |
| ---- | --------------------- | ---------- | ------------------------ | ------ | ------ |
| 1938 | Lightweight TT        | Privé      | Excelsior Manxman 250    | 4      | NVT    |
| 1938 | Junior TT             | Privé      | Norton CJ1               | DNF    | NVT    |
| 1939 | Junior TT             | Privé      | Norton CJ1               | 7      | NVT    |
| 1939 | Senior TT             | Privé      | Norton CS1               | 9      | NVT    |
| 1947 | Lightweight TT        | Privé      | Moto Guzzi Albatros      | 2      | NVT    |
| 1947 | Junior TT             | Privé      | Norton M40 Manx          | DNF    | NVT    |
| 1948 | Lightweight TT        | Privé      | Moto Guzzi Albatros      | 1      | NVT    |
| 1948 | Junior TT             | Privé      | AJS 7R                   | 5      | NVT    |
| 1950 | Lightweight TT        | Moto Guzzi | Moto Guzzi Albatros      | 2      | 6      |
| 1950 | Junior TT             | Privé      | Moto Guzzi Airone Sport  | DNF    | 0      |
| 1952 | Lightweight 250 cc TT | Moto Guzzi | Moto Guzzi Gambalunghino | 5      | 2      |
| 1952 | Junior TT             | Privé      | AJS 7R                   | DNF    | 0      |
| 1953 | Lightweight 250 cc TT | Moto Guzzi | Moto Guzzi Gambalunghino | DNF    | 0      |